# Armançon
Az Armançon folyó Franciaországban, Burgundia-Franche-Comté régióban, az Yonne jobb oldali mellékfolyója.

## Ismertetése
A Morvan-hegységtől északkeletre, a Côte-d’Or megyei Meilly-sur-Rouvres mellett, Essey-nél ered. Jellemzően északnyugat felé folyik és Yonne megyében, Cheny és Migennes között ömlik az Yonne-ba. Hossza 202 km, vízgyűjtő területe 3072 km².
Két jelentősebb mellékfolyója a Brenne (72 km) és az Armance (47 km). A Brenne torkolatától kezdve a folyó mentén vezet a Burgundiai-csatorna, mely a Saône-t és az Yonne-t köti össze.
Jelentősebb városok az Armançon partján: Côte-d'Or megyében Semur-en-Auxois, Yonne megyében Tonnerre és Migennes.

## Víztározó a folyón
A folyót a 19. században Pont-et-Massène-nél felduzzasztották és egy kisebb szakaszát víztározóvá alakították.
A gátat 1878-tól 1872-ig építették, a tározót 1883-ban töltötték fel. A tó a Burgundiai-csatorna vízpótlását, az Armançon szabályozását és a környező települések, köztük Semur-en-Auxois ivóvízellátását szolgálta. A 20. század végén a gátat és a tározót felújították, majd a 2010-es években partján üdülőkörzetet, strandot, kempinget alakítottak ki, az ivóvízellátás érdekében szűrőállomást is létesítettek.
A 6 millió m³-es mesterséges tó (lac de Pont) 4 km-re van Semur-en-Auxois-tól, és a Pont-et-Massène-nél épült gát mögött a folyón felfelé Montigny-sur-Armançonig ér. 